# Bruck an der Mur
Bruck an der Mur (in austro-bavarese Bruck an da Mur) è un comune austriaco di 15 803 abitanti nel distretto di Bruck-Mürzzuschlag (del quale è capoluogo e centro maggiore), in Stiria. Il 1º gennaio 2015 ha inglobato il precedente comune di Oberaich; ha lo status di città capoluogo di distretto (Bezirkshauptstadt).
L'abitato è attraversato dalla ferrovia Meridionale che collega Vienna a Trieste. Presso la stazione si dirama la breve linea storica che giunge fino a Leoben e che appartiene all'itinerario internazionale che unisce la capitale austriaca a Venezia.